# Toni Sailer
Anton Engelbert „Toni“ Sailer (* 17. November 1935 in Kitzbühel, Tirol; † 24. August 2009 in Innsbruck) war ein österreichischer Skirennläufer, Schauspieler sowie Sänger. Bei den Olympischen Winterspielen 1956 in Cortina d’Ampezzo gewann er drei Goldmedaillen im Slalom, im Riesenslalom und in der Abfahrt, die auch als Weltmeisterschaftsmedaillen zählten, sowie die Goldmedaille in der nichtolympischen alpinen Kombination. Bei den Weltmeisterschaften 1958 in Bad Gastein gewann Sailer Gold in Abfahrt, Riesenslalom und Kombination sowie Silber im Slalom. Mit seinen drei olympischen Goldmedaillen und sieben Weltmeistertiteln zählt er zu den erfolgreichsten Skirennläufern.

## Skikarriere
Toni Sailer bekam kurz vor seinem zweiten Geburtstag die ersten Skier und begann sehr früh mit dem Skisport. Bereits sein Vater Anton Sailer, der 1914 als Spenglermeister nach Kitzbühel kam, war ein begeisterter Skiläufer, seine älteren Schwestern Hilde und Rosi und sein jüngerer Bruder Rudi wurden ebenfalls Skirennläufer. Als Zehnjähriger nahm Sailer an ersten Rennen teil, und in den Schülerklassen feierte er rasch Erfolge. Ab 1947 war er Mitglied im Kitzbüheler Ski-Club, dessen Präsident er von 1967 bis 1976 war. In seiner Jugend war er auch als Skispringer aktiv, konzentrierte sich aber bald ausschließlich auf die alpinen Bewerbe. Sailer besuchte die Handelsschule in Schwaz und erlernte den Beruf des Glasers und Spenglers.
Im Winter 1952 feierte Sailer im Alter von 16 Jahren seine ersten bedeutenden Siege. Er gewann die Abfahrt und die Kombination von Megève sowie den Riesenslalom und die Kombination von Morzine. Bei einem schweren Trainingssturz in Zürs erlitt er einen Schien- und Wadenbeinbruch und musste die gesamte Saison 1952/53 pausieren. Im Winter 1954 gelang ihm noch nicht die Qualifikation für die Weltmeisterschaften in Åre, er siegte aber im Slalom und in der Kombination von Cortina d’Ampezzo sowie im Riesenslalom von Seefeld.
In der Saison 1954/55 feierte er seinen ersten von insgesamt fünf Siegen beim Lauberhornrennen in Wengen. In der Abfahrt hatte er dabei einen Vorsprung von fast vier Sekunden auf den zweitplatzierten Anderl Molterer, und mit Rang sieben im Slalom gewann er auch die Kombination. Weitere Saisonerfolge gelangen ihm in den Riesenslaloms von Morzine, bei den 3-Tre-Rennen in Canazei, beim Glocknerrennen sowie in den Abfahrten von Megève und auf der Tofana in Cortina.

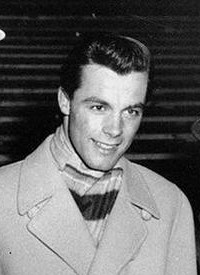
Toni Sailer (1956)

Im Jänner 1956 gewann der „Schwarze Blitz aus Kitz“ erneut die Lauberhornabfahrt und siegte bei den Hahnenkammrennen in Kitzbühel in Abfahrt, Slalom und Kombination. Bei den Olympischen Winterspielen 1956 in Cortina d’Ampezzo schrieb der damals 20-jährige Tiroler Skisportgeschichte und gewann als erster Sportler alle alpinen Bewerbe bei Olympischen Spielen. Im Riesenslalom siegte er mit 6,2 Sekunden Vorsprung auf Molterer, den Slalom gewann er mit 4 Sekunden Vorsprung auf den Japaner Igaya, und in der Abfahrt kam er 3,5 Sekunden vor dem Schweizer Fellay ins Ziel. Damit wurde er dreifacher Olympiasieger und zugleich vierfacher Weltmeister, denn diese Wettbewerbe, und zusätzlich die nichtolympische Kombination, zählten auch als Weltmeisterschaften. Erst zwölf Jahre später gelang dies auch dem Franzosen Jean-Claude Killy, allerdings mit weitaus geringeren Vorsprüngen. Durch die Erfolge bei den Spielen wurde Sailer zu einem Nationalhelden, erhielt beim Olympia-Empfang in der Wiener Hofburg vom Bundespräsidenten Theodor Körner das Große Ehrenzeichen für Verdienste um die Republik Österreich, wurde als Österreichs Sportler des Jahres ausgezeichnet und bekam zahlreiche Filmangebote.
Im Winter 1956/1957 gewann Sailer die Abfahrten in Wengen und in Kitzbühel und wurde österreichischer Meister im Slalom, im Riesenslalom und in der Kombination. Weitere Siege feierte er vor allem in den Nordamerikarennen. In Aspen gewann er zwei Riesenslaloms, einen Slalom und eine Abfahrt; in Stowe siegte er im Riesenslalom, in der Abfahrt und in der Kombination; beim Harriman Cup in Sun Valley gewann er Slalom, Abfahrt und Kombination, und in Squaw Valley war er in der Abfahrt und in der Kombination siegreich.
Der erste Film, an dem er im ersten Jahr mitwirkte, war Ein Stück vom Himmel. Da dieser Film nichts mit dem Skisport zu tun hatte, verstieß Sailers Auftritt nicht gegen die Amateurregeln. Beim zweiten Film Der schwarze Blitz kam er jedoch in Konflikt mit den strengen Amateurregeln der FIS. Diese ließ ihn aber weiterhin starten. Nicht festlegen wollte sich jedoch das Internationale Olympische Komitee bezüglich einer möglichen Teilnahme bei den Spielen 1960.
Im Jänner 1958 gewann Sailer zum vierten Mal die Lauberhornabfahrt und die Riesenslaloms von Kitzbühel und Saalfelden. Bei den Weltmeisterschaften 1958 in Bad Gastein war er erneut der große Star und gewann drei Goldmedaillen. Lediglich im ersten Wettbewerb, dem Slalom, wurde er von dem Österreicher Josef Rieder geschlagen und belegte den zweiten Platz. Beim Riesenslalom verwies er Rieder auf den zweiten Rang. In der Abfahrt siegte Sailer vor dem Schweizer Roger Staub und gewann damit auch die Kombination. Nach den Weltmeisterschaften beendete er vorzeitig die Saison, wurde aber am Jahresende zum dritten Mal als österreichischer Sportler des Jahres 1958 ausgezeichnet.
Es gab bereits im Sommer 1958 Meldungen über seinen Rücktritt, öffentlich machte Sailer ihn am 8. Juni 1959 in einem Interview mit dem Bayerischen Rundfunk, in dem er erklärte, dass er nicht an den kommenden Olympischen Spielen teilnehmen werde, sich nun 100%ig seinen neuen Aufgaben widme, nicht auf zwei Hochzeiten tanzen könne und ihm auch das Training fehle; er werde nur mehr als Freizeitgestaltung und zur Erholung Ski fahren.

### Sportliche Erfolge

#### Olympische Winterspiele
- Cortina d’Ampezzo 1956: 1. Abfahrt, 1. Slalom, 1. Riesenslalom

#### Weltmeisterschaften
- Cortina d’Ampezzo 1956 : 1. Abfahrt, 1. Slalom, 1. Riesenslalom, 1. Kombination
- Bad Gastein 1958: 1. Abfahrt, 1. Riesenslalom, 1. Kombination, 2. Slalom

#### Österreichische Meisterschaften
- Österreichischer Jugendmeister in der Dreierkombination (1. Abfahrt, 1. Slalom, 5. Skispringen) 1952[5]
- Österreichischer Meister in Slalom, Riesenslalom und Kombination 1957

## Weitere Laufbahn
Sailer besuchte eine Berliner Schauspielschule und wirkte in zahlreichen Film- und Fernsehproduktionen wie König der silbernen Berge oder Der schwarze Blitz mit. Daneben betätigte er sich als Schlagersänger und machte 18 Schallplattenaufnahmen.
Auch im Motorsport war er aktiv: Von 1967 bis 1969 trat er zu Rennen in verschiedenen Fabrikaten von Formel-V-Fahrzeugen an.
Von 1972 bis 1976 wirkte Sailer als Cheftrainer und technischer Direktor des Österreichischen Skiverbandes. In dieser Zeit holten die österreichischen Läufer den Nationencup von den zu Beginn der 1970er Jahre dominierenden Franzosen zurück und verteidigten ihn bis 1980 siebenmal.
Am 2. August 1976 heiratete Sailer in Vancouver die Rheinländerin Gaby Rummeny, die im November 2000 starb. Die beiden hatten einen Sohn, Florian. In zweiter Ehe heiratete er 2006 Hedwig Fischer.
Der begeisterte Golfspieler war von 1978 bis 1993 Präsident des Kitzbüheler Golfclubs. 1985 erhielt er anlässlich seines 50. Geburtstages den Olympischen Orden des Internationalen Olympischen Komitees.
Von 1986 bis 2006 war Sailer Rennleiter bei den Hahnenkammrennen in Kitzbühel, aber auch Technischer Direktor der FIS bei diversen internationalen Alpin-Skirennen und zudem Ehrenmitglied verschiedener Sportorganisationen. Er leitete über 30 Jahre lang die Kinderskischule der „Roten Teufel“ in Kitzbühel. Im Jänner 2004 kündigte er an, für das Amt des Bürgermeisters von Kitzbühel kandidieren zu wollen. Einige Wochen später zog er sein Vorhaben zurück.
1999 wurde Sailer als Österreichs Sportler des Jahrhunderts ausgezeichnet, im April 2009 erhielt er den Schneekristall des Wintersports. Über seinen Tod hinaus fungiert Toni Sailer durch seine Hinterbliebenen auch als Lizenzgeber für die Skimodenlinie „ToniSailerSports“. Lizenznehmer ist die Firma Fashionpool mit Sitz in Grasbrunn.
Im Rahmen seines sozialen Engagements beteiligte er sich 2008 in Kitzbühel am Fackellauf für die Special-Olympics-Winterspiele in Innsbruck und gab die sogenannte „Flamme der Hoffnung“ weiter. Aus diesem Anlass äußerte er: „Es handelt sich dabei um geistig behinderte Kinder. Ich engagiere mich seit Jahren sehr für diese Jugendlichen.“ Es war einer seiner letzten großen öffentlichen Auftritte.
Toni Sailer starb am 24. August 2009 an einem Hirntumor. Seit Anfang 2008 war bekannt, dass er an Kehlkopfkrebs litt und sich deshalb schon längere Zeit in einer Privatklinik einer Chemotherapie unterzog. Toni Sailer wurde auf dem Stadtfriedhof Kitzbühel beigesetzt. Auf seinem Grabstein steht neben den Lebensdaten „Berühmt, beliebt, bescheiden“.

## Vergewaltigungsvorwürfe
Am 5. März 1974 wurde Toni Sailer unter dem Vorwurf der Notzucht von der Polizei im polnischen Zakopane festgenommen, wo er sich anlässlich des Weltcup-Slalomrennens aufhielt. Er habe die polnische Prostituierte Janina S. unter Alkoholeinfluss und unter Mitwirkung zweier weiterer Täter vergewaltigt und verletzt. Nach Interventionen des österreichischen Außenministeriums und der österreichischen Botschaft wurde er wieder freigelassen und konnte gegen Zahlung einer Kaution von 5.000 US-Dollar am nächsten Tag Polen verlassen. Die polnischen Behörden entschieden sich in der Folge, den Vorfall nicht mehr als Vergewaltigung, sondern als Körperverletzung zu behandeln. Dadurch wurde die Einstellung des Verfahrens ermöglicht. Auch zu einer Privatklage seitens des Opfers kam es nicht. Toni Sailer bestritt den Vorwurf zeit seines Lebens und war davon überzeugt, dass ihm vom kommunistischen Regime eine Falle gestellt worden sei. Auch einer der beiden anderen angeblichen Mittäter gab an, Sailer sei Opfer einer Falle geworden. Damals sei es in den Staaten des Ostblocks üblich gewesen, denunzierende Methoden einzusetzen, um Zugeständnisse zu erzwingen.
Über den Fall wurde im Jänner 2018 im Rahmen der MeToo-Debatte durch einen bisher unbekannten und von einer Recherchegemeinschaft von Der Standard, Dossier und Ö1 ausgewerteten Akt des österreichischen Justizministeriums erneut in den Medien berichtet. Nicola Werdenigg, eine ehemalige Skirennläuferin, die im November 2017 öffentlich gemacht hatte, sie sei in den Siebzigern von einem Teamkollegen vergewaltigt worden, gründete eine Anlaufstelle für Missbrauchsopfer („WeTogether“) und plädierte dafür, die Vertuschungsvorgänge von damals zu untersuchen und offenzulegen, die Akten aus dem Staatsarchiv und Außenamt dafür zu öffnen.
Im Oktober 2018 veröffentlichte das deutsche Nachrichtenmagazin Der Spiegel erneut Vorwürfe. Eine Frau, die anonym bleiben möchte, damals 14 Jahre alt, behauptete im Spiegel, Toni Sailer habe sie am 26. Jänner 1975 in einem Hotel in Innsbruck vergewaltigt. Sailer soll die Frau im Zimmer eingesperrt haben, essen gegangen sein und sie anschließend vergewaltigt haben. Später sei der Trainer Charly Kahr hinzugekommen und habe die Adresse der Frau notiert. Auch gegen Kahr sind mehrfach Vorwürfe der Vergewaltigung erhoben worden.

## Auszeichnungen
- „Goldener Ski“ der Sportzeitung L’Equipe 1956[18]
- Großes Ehrenzeichen für Verdienste um die Republik Österreich (1956)
- Österreichs Sportler des Jahres (1956, 1957 und 1958)
- Olympischer Orden (1985)
- Österreichs Sportler des Jahrhunderts (1999)
- Schneekristall des Skisports (2009)

## Weitere Rezeption
Zu Sailers 80. Geburtstag brachte die Österreichische Post am 20. Januar 2015 eine Sonderbriefmarke heraus. Bereits zum 70. Geburtstag war eine personalisierte Marke auf Bestellung erschienen. 
Zu Sailers 80. Geburtstag wurde 2015 ein Ehrendenkmal mit dem Titel „Schwarzer Blitz – Toni Sailer“ zur Erinnerung an ihn in Kitzbühel aufgestellt. Außerdem wurden von der Österreichischen Post Gedenkmarken herausgebracht.

## Publikationen
- Mein Weg zum dreifachen Olympiasieg. Das Berglandbuch, Salzburg/Stuttgart 1956.
- Neue Skischule. Cotta, Stuttgart 1966.
- Junior Ski School. Wotton, London 1986, ISBN 0-9512768-0-8.

## Filmografie
- 1957: Ein Stück vom Himmel
- 1958: Der schwarze Blitz
- 1959: Tausend Sterne leuchten
- 1959: Zwölf Mädchen und ein Mann
- 1960: Der König der silbernen Berge (Ginrei No Ohja)
- 1961: Kauf Dir einen bunten Luftballon
- 1961: Ein Stern fällt vom Himmel
- 1962: Auf Wiedersehn am blauen Meer
- 1962: Sein bester Freund, Regie: Luis Trenker
- 1964: Das Blaue vom Himmel
- 1964: Samson und der Schatz der Inkas (Sansone e il tesoro degli Incas)
- 1966: Ski-Faszination
- 1966: Liebesspiel im Schnee (Ski Fever)
- 1967: Das große Glück
- 1969: Luftsprünge (Fernsehserie)
- 1971: Verliebte Ferien in Tirol
- 1971: Tante Trude aus Buxtehude
- 1979: Austern mit Senf
- 1979: Ein Mann für alle Fälle (Fernsehserie)
- 1991: Wenn das die Nachbarn wüßten (Folge 10, Fernsehserie)
- 1992: Die Leute von St. Benedikt (Fernsehserie)
- 1992: Almenrausch und Pulverschnee (Fernsehserie)
- 1992: Die Zwillingsschwestern aus Tirol (Fernsehfilm)
- 2000: Da wo die Berge sind (Fernsehfilm)
- 2001: SOKO Kitzbühel (Fernsehserie)
- 2003: Da wo die Liebe wohnt (Fernsehfilm)